# Jüdischer Friedhof (Dransfeld)

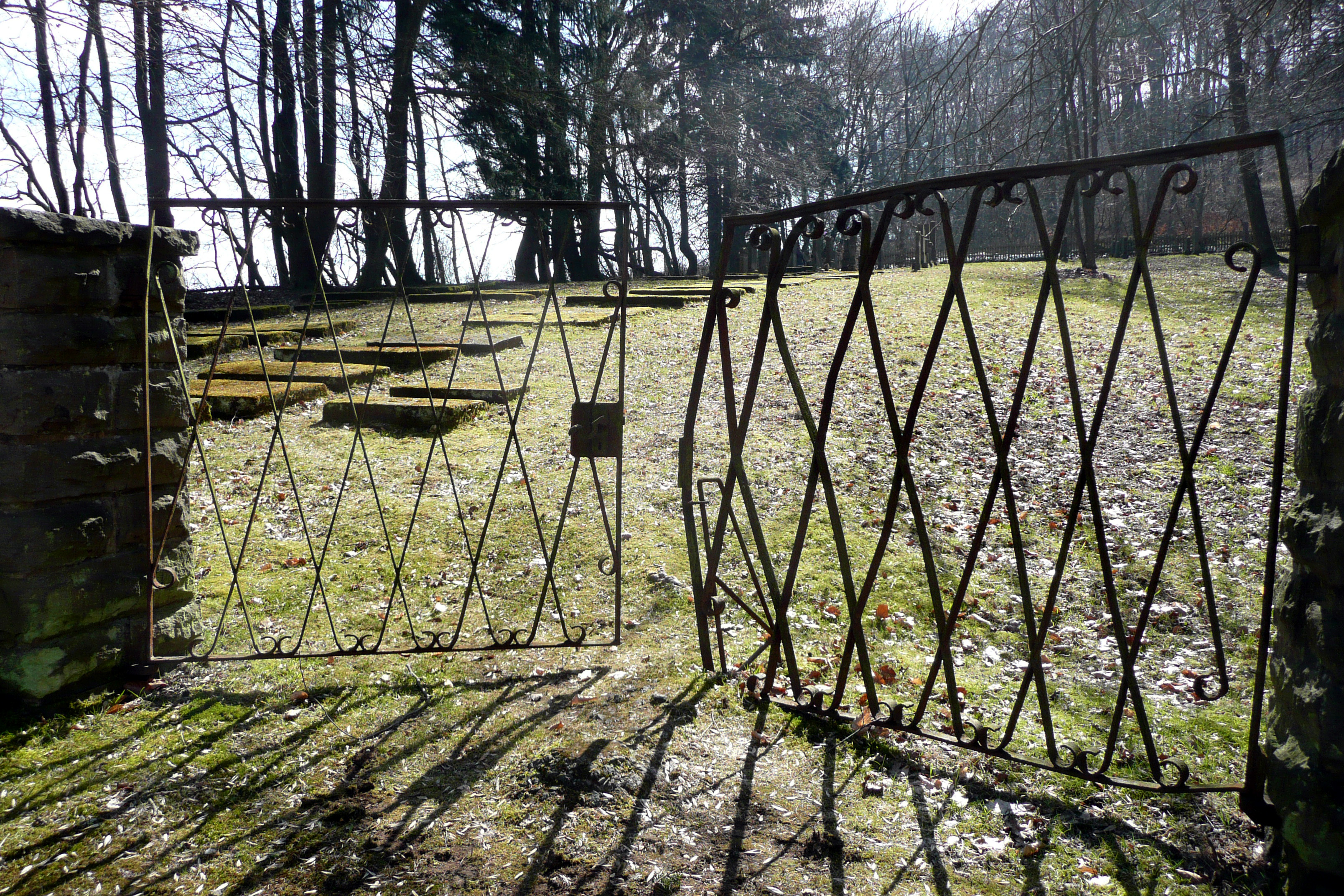
Eingang zum jüdischen Friedhof am Dransberg

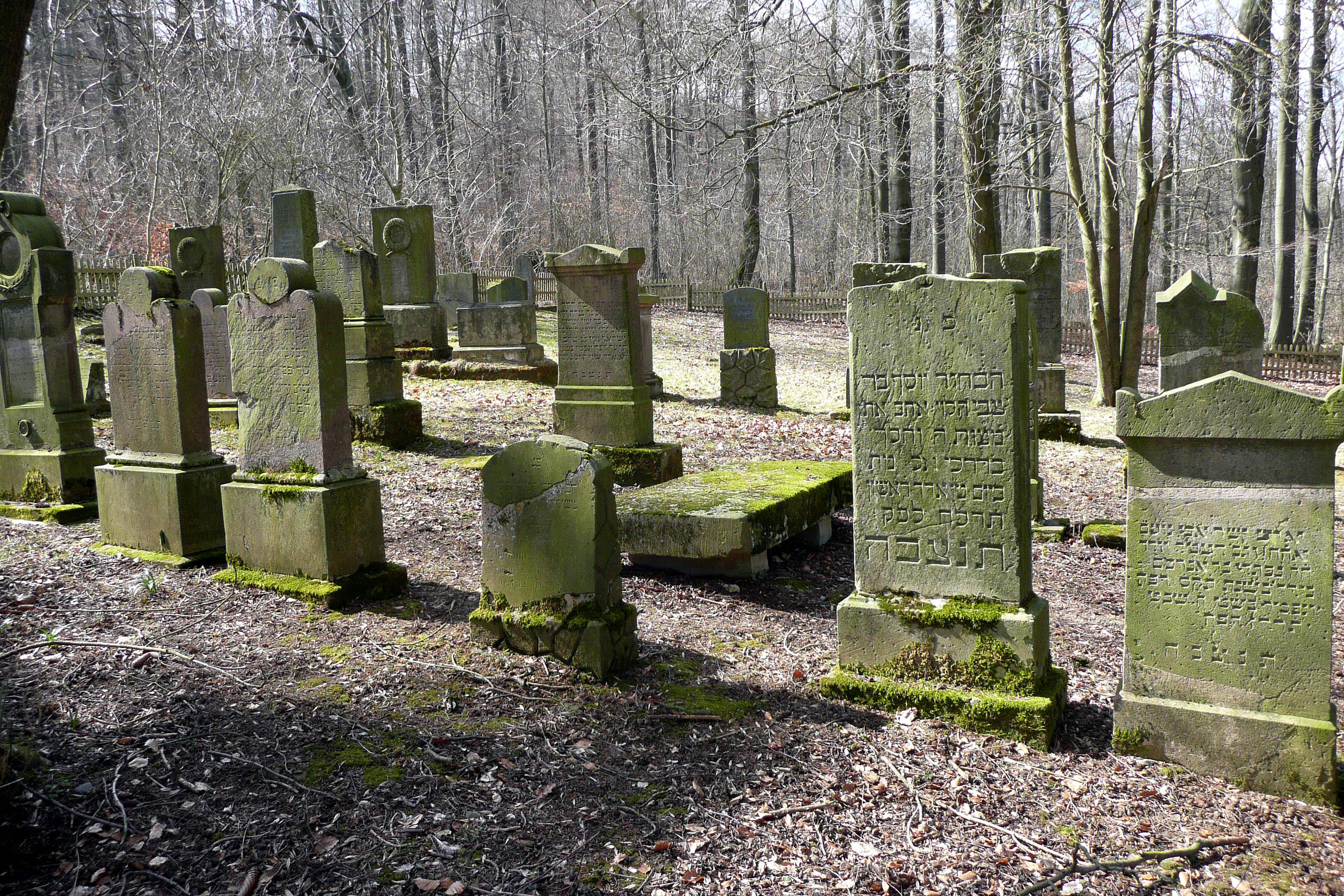

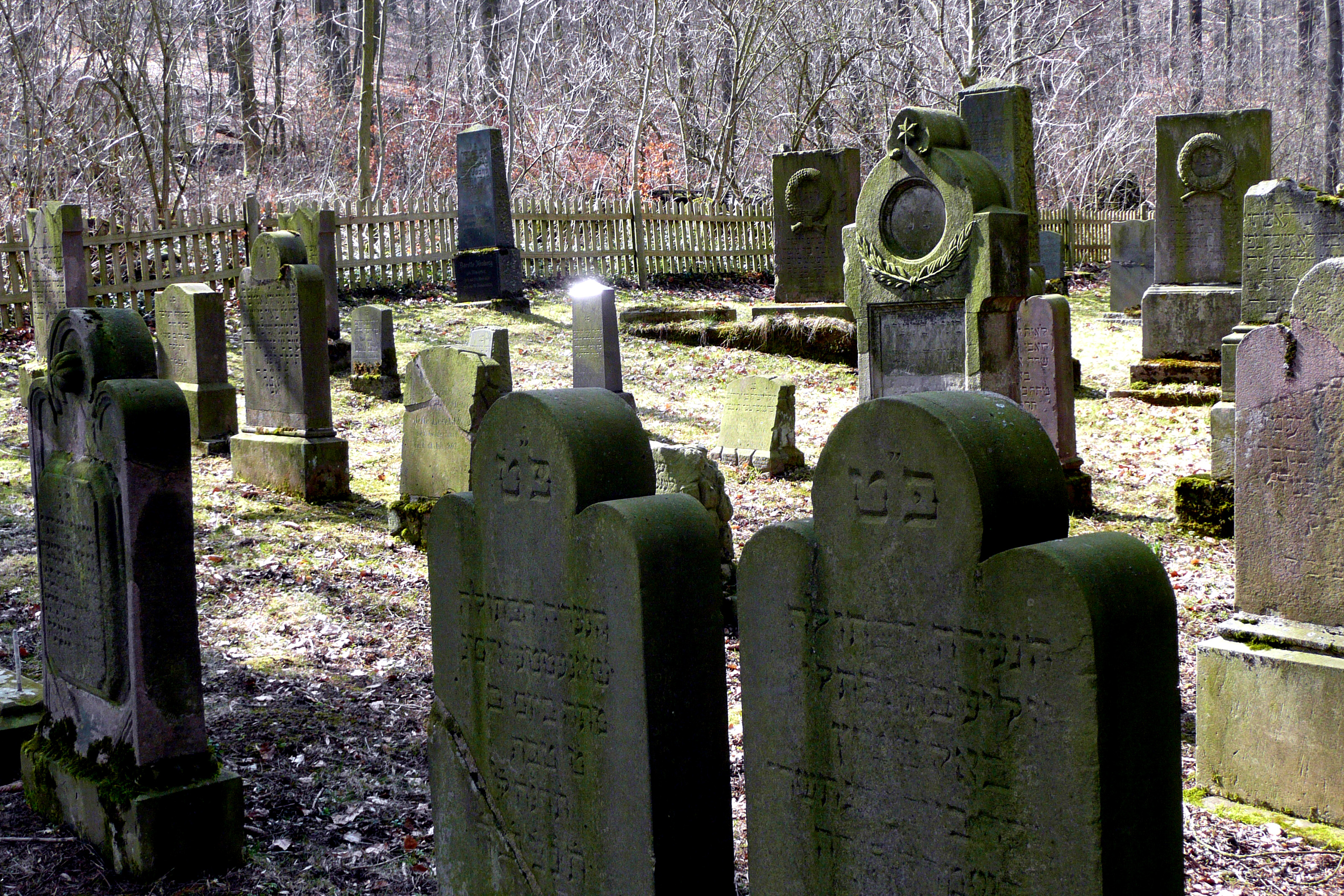

Der Jüdische Friedhof Dransfeld ist ein Jüdischer Friedhof in Dransfeld (Landkreis Göttingen, Niedersachsen). Er ist ein geschütztes Kulturdenkmal.

## Beschreibung
Auf dem 2.566 m² großen Friedhof am Nordosthang (Am Hohen Hagen) des 422 Meter hohen Dransberges  befinden sich 131 Grabsteine jüdischer Verstorbener aus Dransfeld und Umgebung aus der Zeit von 1853 bis 1937. Der Friedhof befindet sich seit 1960 im Besitz des Landesverbandes der Jüdischen Gemeinden von Niedersachsen. Um die Pflege des Friedhofs kümmern sich die Stadt und Privatpersonen.

## Geschichte
Vor 1853 hatte die Jüdische Gemeinde Dransfeld das Friedhofsgelände am Dransberg von der Stadt Dransfeld gepachtet, dann wurde es ihr Eigentum. Insgesamt wurden 791 Verstorbene auf dem Friedhof bestattet.
Charakteristisch ist die Kombination aus liegenden und stehenden Grabsteinen. Die Liegenden, tragen ausschließlich hebräische Schriftzeichen entsprechen alter jüdischer Tradition. Die Stehenden sind sowohl hebräisch als auch deutsch beschriftet und jüngeren Datums. Ihr Stehen ist Symbol zunehmender Anpassung an die Gebräuche der christlichen Mehrheitsbevölkerung.
In den Jahren 1924, 1931, 1983, 1986 und 2009 wurde der Friedhof geschändet.